# Communauté de communes du Pays de Wissembourg
Die Communauté de communes du Pays de Wissembourg ist ein französischer Gemeindeverband mit der Rechtsform einer Communauté de communes im Département Bas-Rhin in der Region Grand Est. Sie wurde am 28. Dezember 1994 gegründet und besteht aus zwölf Gemeinden. Der Verwaltungssitz befindet sich im Ort Wissembourg.

## Mitgliedsgemeinden
| Gemeinde                                      | Einwohner 1. Januar 2022 | Fläche km² | Dichte Einw./km² | Code INSEE | Postleitzahl |
| --------------------------------------------- | ------------------------ | ---------- | ---------------- | ---------- | ------------ |
| Cleebourg                                     | 640                      | 10,59      | 60               | 67074      | 67160        |
| Climbach                                      | 459                      | 7,15       | 64               | 67075      | 67510        |
| Drachenbronn-Birlenbach                       | 591                      | 7,13       | 83               | 67104      | 67160        |
| Hunspach                                      | 621                      | 5,49       | 113              | 67213      | 67250        |
| Ingolsheim                                    | 357                      | 4,46       | 80               | 67221      | 67250        |
| Oberhoffen-lès-Wissembourg                    | 316                      | 3,03       | 104              | 67344      | 67160        |
| Riedseltz                                     | 1.126                    | 10,02      | 112              | 67400      | 67160        |
| Rott                                          | 468                      | 3,24       | 144              | 67416      | 67160        |
| Schleithal                                    | 1.393                    | 9,12       | 153              | 67451      | 67160        |
| Seebach                                       | 1.646                    | 17,11      | 96               | 67351      | 67160        |
| Steinseltz                                    | 607                      | 5,47       | 111              | 67479      | 67160        |
| Wissembourg                                   | 7.516                    | 48,18      | 156              | 67544      | 67160        |
| Communauté de communes du Pays de Wissembourg | 15.749                   | 130,99     | 120              | –          | –            |